# Big City Life
Big City Life – piosenka brytyjskiego zespołu Mattafix wydana na singlu w 2005 roku, który był drugim promującym ich debiutancki album Signs of a Struggle. Singiel dotarł na szczyt zestawień w Niemczech (Top 100 Singles), Austrii (Singles Top 75), Włoszech (Top 20 Singles), Szwajcarii (Singles Top 75) i Nowej Zelandii (Top 40 Singles). W Wielkiej Brytanii SP znalazł się na 15. pozycji Singles Top 100.

## Lista utworów
CD maxi-singel (2005)
1. „Big City Life” – 3:57
2. „Big City Life” (Cutfather & Joe) – 3:57
3. „Big City Life” (Solid Groove) – 6:08
4. „Big City Life” (Mattafix Remix) – 3:40
5. „Big City Life”

## Listy przebojów
| Kraj              | Lista (2005–2007)   | Pozycja |
| ----------------- | ------------------- | ------- |
| Szwajcaria        | Singles Top 75      | 1       |
| Austria           | Singles Top 75      | 1       |
| Niemcy            | Top 100 Singles     | 1       |
| Nowa Zelandia     | Top 40 Singles      | 1       |
| Włochy            | Top 20 Singles      | 1       |
| Norwegia          | Top 20 Singles      | 3       |
| Dania             | Tracklisten Top 40  | 9       |
| Belgia (Flandria) | Ultratop 50 Singles | 12      |
| Finlandia         | Top 20 Singles      | 12      |
| Belgia (Walonia)  | Ultratop 40         | 13      |
| Wielka Brytania   | Singles Top 100     | 15      |
| Francja           | Top 100 Singles     | 17      |
| Szwecja           | Top 60 Singles      | 17      |
| Australia         | Top 100 Singles     | 19      |
| Holandia          | Single Top 100      | 84      |